# Lodoicea maldivica
Il cocco di mare (Lodoicea maldivica J.F. Gmel. Pers.), detto anche coco de mer (pronuncia francese [kɔko dəˈmɛːʀ]) è una pianta della famiglia delle Arecacee, unica specie del genere Lodoicea.
Cresce esclusivamente sulle isole di Praslin e Curieuse nelle Seychelles. Con un diametro di 50 cm e un peso di 15–22 kg,  i suoi frutti contengono il seme più grande del regno vegetale. Il frutto richiede 6-7 anni per giungere a maturazione.

## Descrizione

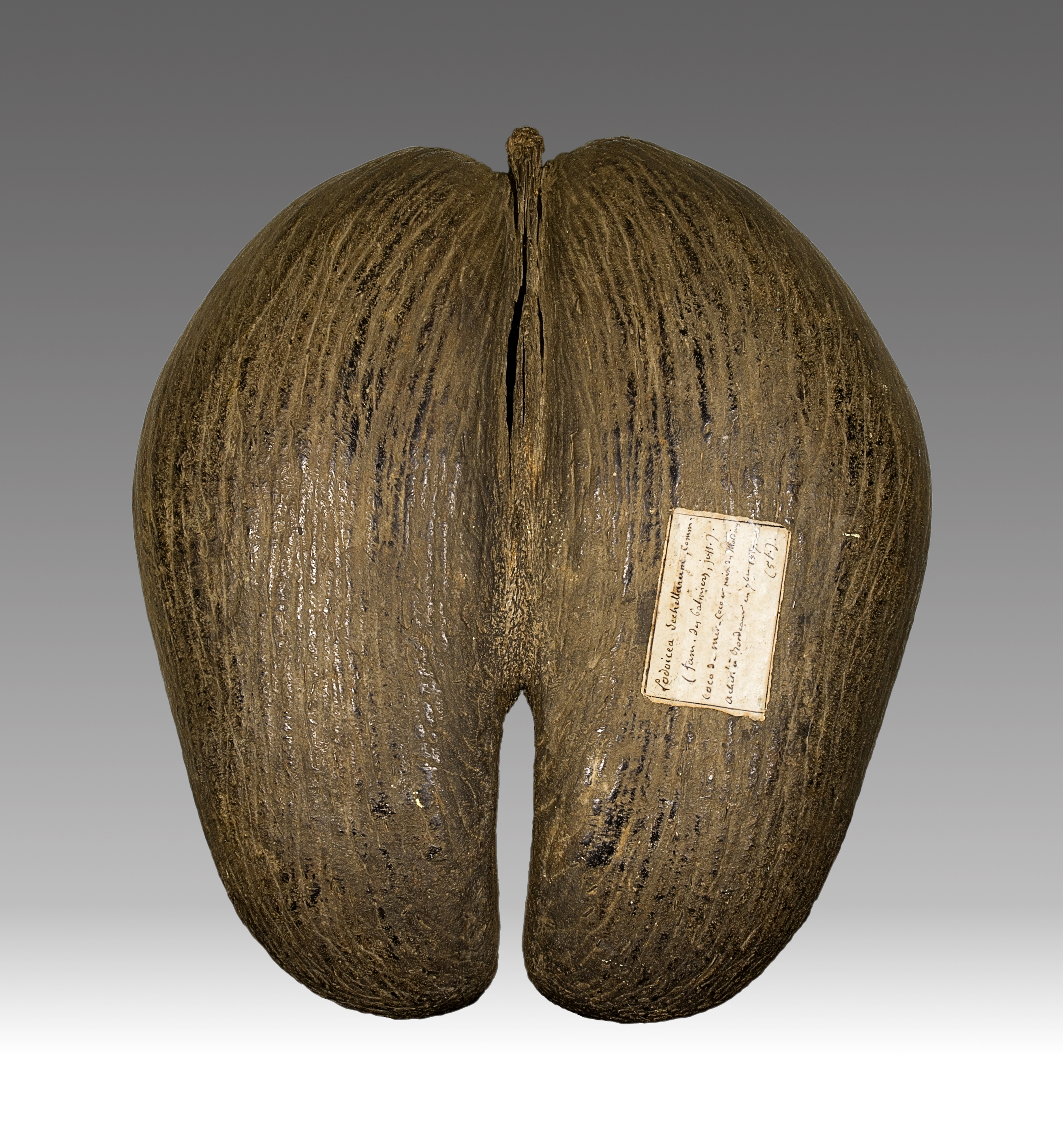
Il caratteristico frutto.

La particolarità della noce di cocco delle Seychelles è di avere una somiglianza all'anatomia dell'organo riproduttivo femminile. Questa associazione con le sembianze femminili si riflette in uno dei nomi botanici arcaici della pianta, Lodoicea callypige Comm. ex J. St.-Hil. Altri nomi utilizzati in passato sono Lodoicea sechellarum Labill. e Lodoicea sonneratii Baill.
Nei secoli passati erano conosciute dagli arabi, dagli indiani e dai popoli dell'Asia orientale ed avevano un grande valore commerciale. Presso gli aristocratici europei del XVI secolo i gusci, decorati con pietre preziose, erano oggetto di collezione. Sino a che l'origine di tali frutti non fu scoperta nel 1768, si pensava che giungessero dagli abissi marini. Nacque la leggenda che si trattasse dei frutti di un albero che cresceva sotto la superficie del mare, che venne conosciuto anche in Occidente come cocco di mare.
Il nome del genere, Lodoicea, deriva da Lodoicus, la forma latinizzata di Louis, in onore del re Luigi XV di Francia.
La esclusiva presenza nelle due isole dell'arcipelago delle Seychelles deriva dalla particolare struttura del seme, molto grande, ma anche privo di mallo a maturità, fatto che ne rende impossibile la diffusione naturale mediante il trasporto con galleggiamento mediato dalle correnti marine, come avviene per la palma da cocco. Infatti il seme maturo ha peso specifico superiore a quello dell'acqua e quindi non galleggia.

## Conservazione
La Lista rossa IUCN classifica Lodoicea maldivica come specie in pericolo di estinzione (Endangered).